# کتلین بلر
کتلین بلر (انگلیسی: Kathleen Beller؛ زادهٔ ۱۹ فوریهٔ ۱۹۵۶) یک هنرپیشه اهل ایالات متحده آمریکا است.
از فیلم‌ها یا برنامه‌های تلویزیونی که وی در آن نقش داشته است می‌توان به دودمان و بتسی اشاره کرد.